# میکل سانتاماریا
میکل سانتاماریا (انگلیسی: Mikel Santamaría؛ زادهٔ ۲۰ ژوئیهٔ ۱۹۸۷) بازیکن فوتبال اهل اسپانیا است.
از باشگاه‌هایی که او در آن بازی کرده‌، می‌توان به باشگاه فوتبال هرکولس، باشگاه فوتبال راسینگ سانتاندر، باشگاه فوتبال آلباسته بالومپیه، باشگاه فوتبال لگانس و باشگاه فوتبال اتلتیک بیلبائو بی اشاره کرد.